# Усть-Рыбежно
Усть-Рыбежно — деревня в Пашском сельском поселении Волховского района Ленинградской области.

## История
Деревня Усть-Рыбижна упоминается на карте Санкт-Петербургской губернии Ф. Ф. Шуберта 1834 года.

НИЖНЯЯ РЫБЕЖНА — деревня принадлежит наследникам майора Мордвинова, число жителей по ревизии: 8 м. п., 8 ж. п. (1838 год)

Как деревня Усть-Рыбижна она отмечена на карте Ф. Ф. Шуберта 1844 года.

УСТЬ-РЫБЕЖНА — деревня поручика Головина и наследников генерал-лейтенанта Апрелева, по просёлочной дороге, число дворов — 4, число душ — 9 м. п. (1856 год)

УСТЬ-РЫБЕЖНА — деревня владельческая при реке Паше, число дворов — 6, число жителей: 26 м. п., 28 ж. п. (1862 год)

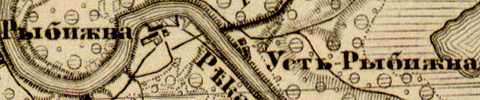
Деревня Усть-Рыбежно на карте 1863 года

Согласно карте из «Исторического атласа Санкт-Петербургской Губернии» 1863 года деревня называлась Усть-Рыбижна.
В 1881 году временнообязанные крестьяне деревни выкупили свои земельные наделы у В. А., А. Н. и П. Н. Головиных и стали собственниками земли.
Согласно епархиальным сведениям 1899 года деревня относилась к приходу церкви Рождества Христова Пашского погоста в Надкопанье.
В конце XIX — начале XX века деревня административно относилась к Николаевщинской волости 3-го стана Новоладожского уезда Санкт-Петербургской губернии.
По данным «Памятной книжки Санкт-Петербургской губернии» за 1905 год деревня называлась Усть-Рыбежно и входила в состав Рыбежского сельского общества.
С 1917 по 1923 год деревня Усть-Рыбежно входила в состав Рыбежинского сельсовета Николаевщинской волости Новоладожского уезда.
С 1923 года в составе Волховского уезда.
С 1926 года в составе Емского сельсовета.
С 1927 года в составе Пашского района.
С 1928 года в составе Пашского сельсовета.
По данным 1933 года деревня Усть-Рыбежно входила в состав Пашского сельсовета Пашского района.

Деревня Усть-Рыбежно на карте 1940 года

С 1955 года в составе Новоладожского района.
В 1958 году население деревни Усть-Рыбежно составляло 104 человека.
С 1963 года в составе Волховского района.
По данным 1966 и 1973 годов деревня Усть-Рыбежно также входила в состав Пашского сельсовета Волховского района.
По данным  1990 года деревня Усть-Рыбежно входила в состав Рыбежского сельсовета Волховского района.
В 1997 году в деревне Усть-Рыбежно Рыбежской волости проживали 58 человек, в 2002 году — 116 человек (русские — 96 %).
В 2007 году в деревне Усть-Рыбежно Пашского СП — 59, в 2010 году — 54 человека.

## География
Деревня расположена в северо-восточной части района на автодороге 41К-021 (Паша — Часовенское — Кайвакса).
Расстояние до административного центра поселения — 12 км.
Расстояние до ближайшей железнодорожной станции Паша — 8 км.
Деревня находится на правом берегу реки Паша в устье реки Рыбежка.

## Демография
| 1838 | 1862 | 1997 | 2002 | 2007 | 2010 | 2012 |
| ---- | ---- | ---- | ---- | ---- | ---- | ---- |
| 16   | ↗54  | ↗58  | ↗116 | ↘59  | ↘54  | ↗62  |
| 2017 |      |      |      |      |      |      |
| ↘58  |      |      |      |      |      |      |

### Национальный состав
Согласно данным Всероссийской переписи населения 2021 года в деревне проживали 48 человек, все русские.

## Археология
В кургане у деревни Усть-Рыбежно на реке Паше найдено захоронение воина с мечом и другим богатым вооружением.